# San Antonio (Paraguay)
San Antonio ist eine Stadt und Distrikt im Departamento Central in Paraguay mit etwa 66.300 Einwohnern. Sie liegt am Río Paraguay im Großraum Asunción und verfügt über einen wichtigen Hafen.

## Geschichte
Im Jahr 1679 wurde an dieser Stelle des Flusses ein Fort namens San Antonio de la Frontera errichtet. 1782 gründeten die Franziskaner an diesem Ort eine „Reduktion“ für die indigene Bevölkerung (vgl. Jesuitenreduktion). Während des Tripel-Allianz-Kriegs landeten in seinem Hafen die brasilianischen Truppen, um sich in die historische Schlacht von Ytororó zu begeben. 1890 wurde der Ort von dem deutschen Einwanderer Gustav Konrad Goetz und seiner Familie wiedergegründet. Nach seinem Tod verließen seine Angehörigen jedoch den Ort, der danach wieder unbewohnt blieb. Ab dem 23. April 1903 siedelten sich erneut Familien an, vorwiegend Deutsche, Franzosen, Spanier und Italiener. Dieses Datum gilt als offizieller Tag der Wiedergründung. Am 30. Mai 1917 eröffnete eine Gefrierfleischfabrik des US-Unternehmens IPC, die der größte Arbeitgeber am Ort war. Die Fabrik wurde 1978 geschlossen und 1981 von neuen  Eigentümern unter dem Namen Industria Paraguaya Frigorífica S.A. wiedereröffnet.

## Wirtschaft
Neben der Gefrierfleischfabrik befinden sich im Ort u. a. die Getränkehersteller Pepsi und Bebidas del Paraguay S.A. sowie mehrere Energieunternehmen, die dort Treibstoff für Flugzeuge des nahe gelegenen internationalen Flughafens und Petroleum lagern, das über den Hafen von San Antonio angeliefert wird.